# Renato Vallanzasca
Renato Vallanzasca Constantini (Milán, 4 de mayo de 1950) es un criminal italiano autor en los años setenta y posteriores de numerosos actos de robo, secuestro, homicidio y fugas. Actualmente se encuentra cumpliendo cuatro cadenas perpetuas más una condena de 260 años de reclusión.

## Biografía
Renato Vallanzasca nació en la calle Porpora, 162 del barrio milanés de Lambrate, donde su madre regentaba una tienda de ropa. A Vallanzasca se le dio el apellido de su madre ya que su padre, Osvaldo Pistoia, ya se había casado con otra mujer con la que tuvo tres hijos. 
Vallanzasca comenzó sus actividades delictivas durante la infancia. El primer encuentro con la justicia lo tuvo a los ocho años por haber intentado liberar de su jaula a un tigre de un circo que había instalado la carpa cerca de su casa. Al día siguiente del hecho fue detenido por la policía mientras jugaba al fútbol con otro grupo de chicos. Debido al incidente fue trasladado a la casa de una tía que habitaba en el barrio periférico de Giambellino, al sur de Milán, prácticamente en la zona opuesta a su barrio de origen.
Es en este barrio donde reúne a su primera banda dedicada a robos y hurtos. A pesar de su corta edad, Vallanzasca ejerce ya de jefe de la banda, haciéndose rápidamente un nombre en el ámbito de la ligera, nombre de tipo dialectal con el que se conoce a la mafia milanesa. Muy pronto se convierte en colaborador de la ligera, pero al poco tiempo las reglas se le quedan pequeñas y decide formar una banda propia llamada Banda della Comasina, que se convirtió en aquellos años en una de las más poderosas y violentas de las presentes en Milán. La banda oponente era la formada por Francis Turatello.
En poco tiempo y gracias a los robos, Vallanzasca acumuló gran cantidad de dinero y comenzó a vivir ostentosamente; ropa de marca, coches de lujo, vida disoluta y mujeres. 
La carrera delictiva de Vallanzasca sufrió una interrupción en 1972 cuando, diez días después de cometer un robo, fue detenido por las fuerzas de la Brigada Móvil de Milán, dirigida en aquella época por Achille Serra. 
El mismo Serra cuenta que durante el registro de la casa del Vallanzasca, éste se quitó un reloj Rolex de oro y lo apoyó sobre la mesa de la sala y le dijo: "Si consigues encarcelarme esto es tuyo". A los pocos minutos, el mariscal Oscuri encontró en la papelera unos trozos de papel que, una vez ordenados, mostraron la lista de los sueldos de los dependientes del supermercado en el que había cometido el robo.
Vallanzasca acabó de esta forma en la cárcel, inicialmente en San Vittore. Cuatro años y el pensamiento fijo de cómo evadirse. Durante su estancia no tuvo un comportamiento de preso modelo. Además de intentos de evasión, se vio involucrado en peleas y en movimientos de agitación del ambiente carcelario italiano. Como resultado de estos comportamientos era trasladado a otras prisiones, de modo que pasó por 36 centros penitenciarios en cuatro años y medio.Consiguió contraer hepatitis ingiriendo huevos podridos, gas propano e inyectándose orina en las venas, hecho por el que fue ingresado en un hospital. Fue desde allí desde donde, con la ayuda de un cómplice policía, logró por fin escapar.
Después de la evasión consiguió recomponer la banda, con la cual cometió en torno a 70 robos. Dejó tras de sí una estela de cadáveres; cuatro policías, un médico y un empleado de banca. Pasó de los robos a los secuestros, cuatro en total, dos de los cuales no fueron denunciados. Uno de estos secuestros, realizado entre diciembre de 1976 y enero de 1977, fue el de Emanuella Trapani, una joven de 16 años hija de un fabricante de cosméticos, el cual fue tratado por la prensa como la romántica historia de amor entre el bandido y la señorita respetable, que unido al buen aspecto físico de Vallanzasca le granjearon el apodo de "il Bel Renè", sobrenombre que Vallanzasca ha declarado que siempre detestó. El secuestro se resolvió con un rescate de 1.000.000.000 de liras italianas. Inmediatamente después de este episodio y del asesinato de dos policías de tráfico en Dalmine que habían parado en un control el vehículo en el que viajaba herido, busca refugio en Roma. Acababa de cumplir 27 años.
De vuelta en la cárcel, se casa en julio de 1979 con Giuliana Brusa. Su testigo de boda es su ex-enemigo Francis Turatello, gracias a una alianza temporal. Turatello es asesinado por encargo en la cárcel, pero se desconoce al autor de la orden. Vallanzasca intenta fugarse el 28 de abril de 1980 de la cárcel milanesa de San Vittore. Durante la hora del paseo caen en sus manos tres pistolas, cuya procedencia es desconocida y con ellas logran abrirse camino tomando como rehén al sargento Saccocio Romano. Durante la fuga se produce un tiroteo en Milán que llega hasta los túneles del metro. Vallanzasca, herido nuevamente, es detenido junto con otros nueve compañeros de fuga.
En la cárcel de Novara, en 1981, consigue provocar una revuelta en la que pierden la vida algunos colaboradores que él considera infames por su condición de "arrepentidos". Entre ellos estaba un miembro de su propia banda, Massimo Loi, de poco más de veinte años, que había decidido abandonar el camino de la delincuencia para empezar una nueva vida, como recuerda Achile Serra.
Vallanzasca, armado de un cuchillo y ayudado de otros participantes en la revuelta, encontró a Massimo Loi en una celda, solo y desarmado, y le asestó varias puñaladas en el pecho, cometiendo aún atrocidades sobre el cuerpo sin vida del joven, llegando a decapitarlo finalmente.
Sin embargo, Vallanzasca se exculpó del delito posteriormente en una entrevista concedida el 2 de abril de 2006 a la publicación L'Europeo, confirmando las declaraciones de V. Andraus autoinculpándose.
La última fuga la protagonizó el 18 de julio de 1987 desde el ferry Flaminia, que desde Génova tenía que llevarlo hasta Asinara, en Cerdeña. Custodiado por dos carabinieri, Vallanzasca fue encerrado en una habitación que disponía de un ojo de buey con el consiguiente riesgo de fuga derivado de este hecho. No obstante, los agentes obviaron este hecho y Vallanzasca lo utilizó para escapar. Fue detenido tres semanas después cerca de Trieste. 
Hizo aún otro intento de fuga, en 1995, de la cárcel de Nuoro. En 1999 fue trasladado a la cárcel especial de Voghera.
En 2005 disfrutó de un permiso especial para reunirse con su madre ya anciana. Poco después hizo una petición de gracia al Ministro de Gracia y Justicia, al Magistrado de Pavía y al entonces presidente Ciampi. En 2006 su madre ha escrito de nuevo al presidente Giorgio Napolitano y al Ministro de Justicia Mastella.
El 15 de septiembre de 2007 le fue notificada la ratificación de condena: Vallanzasca continuará cumpliendo su condena en la cárcel de Opera, en Milán. 
El ocho de mayo de 2008 apareció la noticia de su matrimonio con Antonella D'Agostino, una amiga suya de la infancia. El matrimonio fue formalizado por vía civil el 5 de mayo de 2008.